# Ceylonshamalijster
De ceylonshamalijster (Copsychus leggei) is een zangvogel uit de familie Muscicapidae (vliegenvangers). Eerder werd deze vogel beschouwd als een ondersoort van de shamalijster (C. malabaricus).

## Verspreiding en leefgebied
Deze vogel komt voor op Sri Lanka.